# Alex McCarthy
Alex Simon McCarthy (Guildford, Surrey, Inglaterra, Reino Unido, 3 de diciembre de 1989) es un futbolista inglés. Juega de  portero y su equipo es el Southampton F. C. de la EFL Championship de Inglaterra.

## Trayectoria
Formado en la academia del Reading, McCarthy pasó a préstamo en la National League para luego fichar por clubes profesionales en 2008. Debutó en la Football League en 2009 mientras estaba a préstamo en el Aldershot Town y pasó la siguiente temporada en el Yeovil Town para luego debutar con el Reading en 2011. Pasó a préstamo al Leeds United e Ipswich Town. McCarthy luego estuvo en el Queens Park Rangers hasta el 2014. Tras dos temporadas en el Crystal Palace, llegó al Southampton en 2016 
Con el Southampton jugó en la Premier League hasta el año 2023 cuando el equipo fue relegado a la segunda división de Inglaterra. Su paso por la Championship solo duró un año. Junto al equipo regresó a la Premier League para la temporada 2024/2025 donde perdió protagonismo por la incorporación de Aaron Ramsdale.
McCarthy descendió de nuevo con el Southampton en la temporada 2024/2025, firmando una de las peores temporadas de un equipo en la premier league.

## Selección nacional
A nivel internacional, McCarthy ha representado a Inglaterra en una ocasión, el 15 de noviembre de 2018 en un amistoso contra Estados Unidos en el estadio de Wembley, los ingleses ganaron por 3-0.

## Estadísticas

### Clubes
Actualizado al 9 de febrero de 2019.
| Club                                          | Div.          | Temporada     | Liga  | Liga  | FA Cup | FA Cup | League Cup | League Cup | Otras | Otras | Total | Total |
| Club                                          | Div.          | Temporada     | Part. | Goles | Part.  | Goles  | Part.      | Goles      | Part. | Goles | Part. | Goles |
| Reading Inglaterra                            | 1.ª           | 2007-08       | 0     | 0     | 0      | 0      | 0          | 0          | -     | -     | 0     | 0     |
| Reading Inglaterra                            | 2.ª           | 2008-09       | 0     | 0     | -      | -      | 0          | 0          | -     | -     | 0     | 0     |
| Reading Inglaterra                            | 2.ª           | 2010-11       | 13    | 0     | 2      | 0      | 0          | 0          | 0     | 0     | 15    | 0     |
| Reading Inglaterra                            | 2.ª           | 2011-12       | 0     | 0     | 0      | 0      | 1          | 0          | -     | -     | 1     | 0     |
| Reading Inglaterra                            | 1.ª           | 2012-13       | 13    | 0     | 0      | 0      | 1          | 0          | -     | -     | 14    | 0     |
| Reading Inglaterra                            | 2.ª           | 2013-14       | 44    | 0     | 0      | 0      | 0          | 0          | -     | -     | 44    | 0     |
| Reading Inglaterra                            | 2.ª           | 2014-15       | 0     | 0     | -      | -      | 1          | 0          | -     | -     | 1     | 0     |
| Reading Inglaterra                            | Total club    | Total club    | 70    | 0     | 2      | 0      | 3          | 0          | 0     | 0     | 75    | 0     |
| Woking (préstamo) Inglaterra                  | 5.ª           | 2007-08       | 1     | 0     | -      | -      | -          | -          | -     | -     | 1     | 0     |
| Woking (préstamo) Inglaterra                  | Total club    | Total club    | 1     | 0     | -      | -      | -          | -          | -     | -     | 1     | 0     |
| Cambridge United (préstamo) Inglaterra        | 5.ª           | 2007-08       | 1     | 0     | -      | -      | -          | -          | -     | -     | 1     | 0     |
| Cambridge United (préstamo) Inglaterra        | Total club    | Total club    | 1     | 0     | -      | -      | -          | -          | -     | -     | 1     | 0     |
| Team Bath (préstamo) Inglaterra               | 6.ª           | 2008-09       | 2     | 0     | 2      | 0      | -          | -          | -     | -     | 4     | 0     |
| Team Bath (préstamo) Inglaterra               | Total club    | Total club    | 2     | 0     | 2      | 0      | -          | -          | -     | -     | 4     | 0     |
| Aldershot Town (préstamo) Inglaterra          | 4.ª           | 2008-09       | 4     | 0     | -      | -      | -          | -          | -     | -     | 4     | 0     |
| Aldershot Town (préstamo) Inglaterra          | Total club    | Total club    | 4     | 0     | -      | -      | -          | -          | -     | -     | 4     | 0     |
| Yeovil Town (préstamo) Inglaterra             | 3.ª           | 2009-10       | 44    | 0     | -      | -      | 1          | 0          | -     | -     | 45    | 0     |
| Yeovil Town (préstamo) Inglaterra             | Total club    | Total club    | 44    | 0     | -      | -      | 1          | 0          | -     | -     | 45    | 0     |
| Brentford (préstamo) Inglaterra               | 3.ª           | 2010-11       | 3     | 0     | -      | -      | -          | -          | -     | -     | 3     | 0     |
| Brentford (préstamo) Inglaterra               | Total club    | Total club    | 3     | 0     | -      | -      | -          | -          | -     | -     | 3     | 0     |
| Leeds United (préstamo) Inglaterra            | 2.ª           | 2011-12       | 6     | 0     | -      | -      | -          | -          | -     | -     | 6     | 0     |
| Leeds United (préstamo) Inglaterra            | Total club    | Total club    | 6     | 0     | -      | -      | -          | -          | -     | -     | 6     | 0     |
| Ipswich Town (préstamo) Inglaterra            | 2.ª           | 2011-12       | 10    | 0     | -      | -      | -          | -          | -     | -     | 10    | 0     |
| Ipswich Town (préstamo) Inglaterra            | Total club    | Total club    | 10    | 0     | -      | -      | -          | -          | -     | -     | 10    | 0     |
| Queens Park Rangers Inglaterra                | 1.ª           | 2014-15       | 3     | 0     | 1      | 0      | -          | -          | -     | -     | 4     | 0     |
| Queens Park Rangers Inglaterra                | Total club    | Total club    | 3     | 0     | 1      | 0      | -          | -          | -     | -     | 4     | 0     |
| Crystal Palace Inglaterra                     | 1.ª           | 2015-16       | 7     | 0     | 0      | 0      | 0          | 0          | -     | -     | 7     | 0     |
| Crystal Palace Inglaterra                     | Total club    | Total club    | 7     | 0     | 0      | 0      | 0          | 0          | -     | -     | 7     | 0     |
| Southampton Inglaterra                        | 1.°           | 2016-17       | 0     | 0     | 0      | 0      | 2          | 0          | 0     | 0     | 2     | 0     |
| Southampton Inglaterra                        | 1.°           | 2017-18       | 18    | 0     | 5      | 0      | 0          | 0          | -     | -     | 23    | 0     |
| Southampton Inglaterra                        | 1.°           | 2018-19       | 25    | 0     | 0      | 0      | 0          | 0          | -     | -     | 25    | 0     |
| Southampton Inglaterra                        | Total club    | Total club    | 43    | 0     | 5      | 0      | 2          | 0          | 0     | 0     | 50    | 0     |
| Southampton F.C. sub-23 y Academia Inglaterra | R             | 2016-17       | -     | -     | -      | -      | -          | -          | 1(1)  | 0     | 1     | 0     |
| Southampton F.C. sub-23 y Academia Inglaterra | R             | 2017-18       | -     | -     | -      | -      | -          | -          | 3(1)  | 0     | 3     | 0     |
| Southampton F.C. sub-23 y Academia Inglaterra | Total club    | Total club    | -     | -     | -      | -      | -          | -          | 4     | 0     | 4     | 0     |
| Total carrera                                 | Total carrera | Total carrera | 194   | 0     | 10     | 0      | 6          | 0          | 4     | 0     | 214   | 0     |
| (1) Incluye EFL Trophy.                       |               |               |       |       |        |        |            |            |       |       |       |       |

### Selección nacional
Actualizado al último partido jugado el 15 de noviembre de 2018.
| Selección nacional | Año   | P J | Gol |
| ------------------ | ----- | --- | --- |
| Inglaterra         | 2018  | 1   | 0   |
| Total              | Total | 1   | 0   |